# Governatorato di Astrachan'
La Gubernija di Astrachan', in russo Астраханская губерния? era una Gubernija dell'Impero russo, che occupava grossomodo l'attuale territorio dell'Oblast' di Astrachan'. Istituita nel 1717, esistette fino al 1925, il capoluogo era Astrachan'.